# Lingua acroá
L’akroá o akroá-mirim o coroá era una lingua della famiglia linguistica delle lingue gê parlate in Brasile. La lingua è ormai estinta.

## Classificazione
L'akroá era una delle lingue appartenente al sottogruppo delle lingue ge centrali. La lingua era parlata da un gruppo di indios che vivevano nella regione di Bahia.